# 菊池海荘
菊池 海荘（きくち かいそう）は幕末紀州の豪商、漢詩人、海防論者。栖原垣内家出身。江戸新和泉町で砂糖問屋河内屋孫左衛門店を経営しながら、大窪詩仏・梁川星巌に漢詩を学び、湯浅古碧吟社で活動した。天保の大飢饉では公共事業を行って窮民を救済し、紀州藩地士に取り立てられ、農兵浦組を編成するなど、国事に関与した。

## 生涯

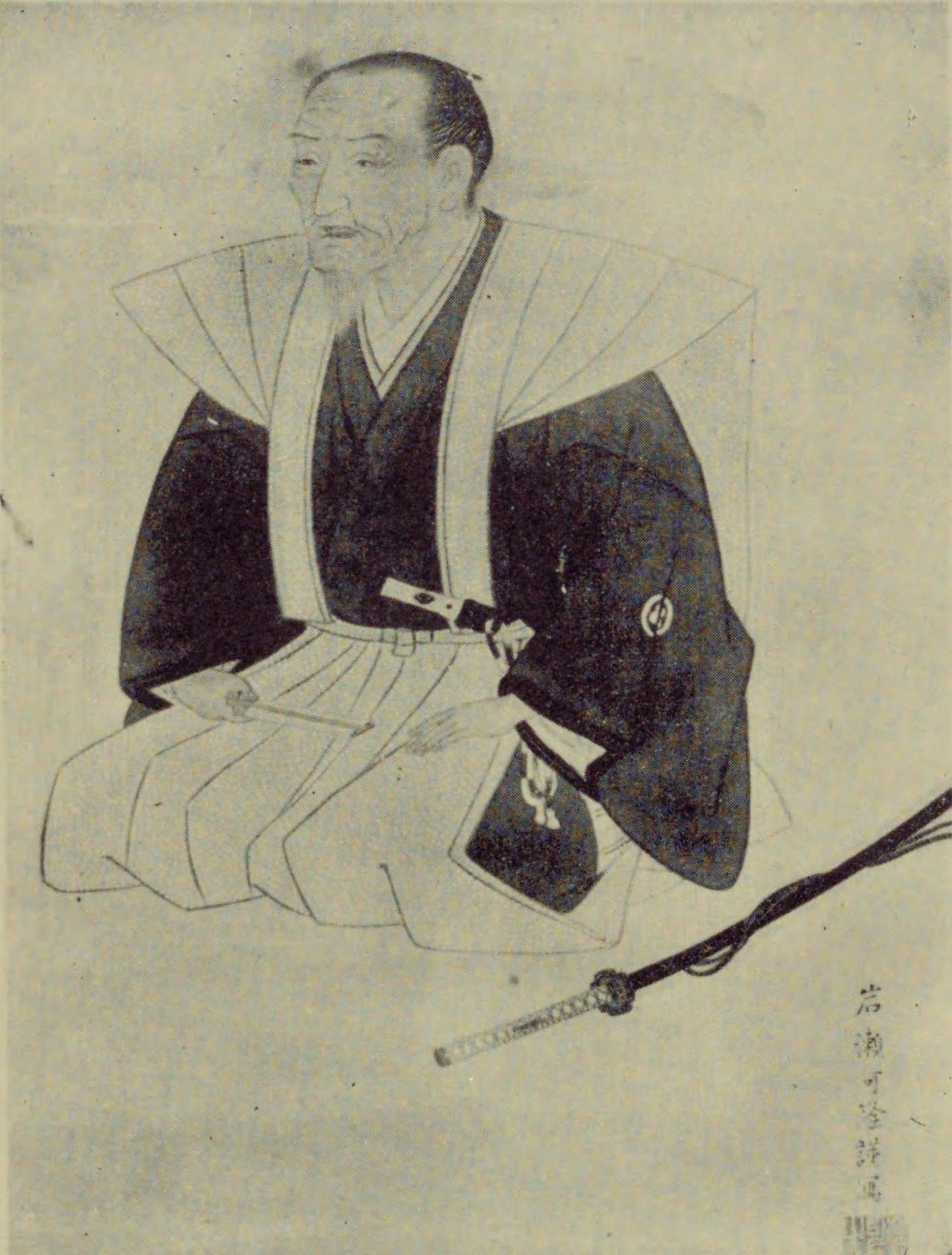
菊池海荘肖像 岩瀬可隆写、本勝寺蔵

### 家業経営と文芸活動
寛政11年（1799年）9月25日紀伊国有田郡栖原村に豪商垣内家新家垣内淡斎の次男として生まれた。幼名は駒次郎。
文化8年（1811年）父に随い江戸に出て、持店の博施堂河内屋孫左衛門店に勤務した。同店は江戸砂糖問屋仲間の筆頭に位置し、大坂堺筋から主に奄美大島産黒砂糖・本土産白砂糖を仕入れ、江戸の砂糖卸商・小売商・菓子商等に販売した。血気盛んで剣術・槍術を好んだため、これを抑えるため父の命で大窪詩仏に漢詩を学んだ。別に書道を学び、隷書を得意とした。
文政5年（1822年）7月3日父淡斎が死去すると、家業は番頭服部吉兵衛に任せ、文芸に興じた。湯浅浦南に結成された古碧吟社に参加し、盟主垣内己山の死後これを継承した。弘化2年（1845年）7月石田冷雲から観潮園を借り入れ、柳宗元「漁翁」に因み欵乃詩窓と号した。
文政8年（1825年）3月13日兄垣内玄蔵と藩に呼び出され、度々上納していた冥加金の見返りに苗字帯刀を許された。同年12月にも会計方から献金を命じられ、文政9年（1826年）2月20日1,200両を完納し、藩御用達を名乗った。
天保7年（1836年）天保の大飢饉が起こると、大塩平八郎からの蹶起への参加要請を断り、天保8年（1837年）栖原坂・田坂の修築、天保9年（1838年）由良港の荒地開墾を行い、窮民を雇用して高賃金を支給した。この功績により、藩からは5人扶持を給され、天保10年（1839年）9月地士、天保11年（1840年）11月独礼格となり、天保14年（1843年）12月10人扶持、後に20人扶持となった。
天保・嘉永頃、藩納戸方に接触して収税帳簿を検閲し、栖原等3ヶ村の水主米・無地荒を減税させたという。
一方、家業は文政12年（1829年）火事で被災した前後から奥店勘定で赤字が続き、天保4年（1833年）菱垣廻船一方積令による樽廻船使用禁止、天保12年（1841年）棄捐令による売掛金欠損に加え、上記事業に1万両以上を出費したため、財政は悪化の一途を辿った。

### 国事への関与
天保10年（1839年）老後身寄りのなかった剣術の師、近江八幡出身野田昌助正吉を気候のよい紀州に迎え、湯浅に稽古場を創設したが、天保13年（1842年）死没した。また、水戸出身倉田七郎重任を招聘した。
嘉永2年（1849年）災厄により精神を病み、詩を作れなくなり、嘉永3年（1850年）8月快復した後も、詩作の勘は戻らなかった。
嘉永3年（1850年）2月藩に「海防建議」を上書して海防の必要性を訴えたところ、同年有田郡・日高郡文武総裁に任命され、寛永年間創設、文化8年（1811年）3月再興された農兵組織浦組の増強に当たり、湯浅村大庄屋数見清七と協力し、両郡から成人男子3000人を徴発し、月数回武術の訓練を行った。江戸では佐久間象山に海防・砲術を学び、同郷浜口梧陵を象山に引き合わせた。
嘉永6年（1853年）黒船来航を受けて、12月数見清七と古銅を収集して、嘉永7年（1854年）ランゲ砲1門・六封度砲3門を鋳造し、2月15日和泉国大和川で演習し、広村天王の浜・湯浅村・栖原村・箕島村に設置した。安政元年（1854年）9月16日ロシア船が宮崎ノ鼻を通過した際には、浦組も大砲をもって出動した。慶応元年（1865年）9月外国条約勅許に伴い浦組は解散した。
文久3年（1863年）1月友ヶ島巡検中の幕閣小笠原長行・勝海舟に自宅を訪問され、政務について献策した。慶応元年（1865年）5月藩主徳川茂承が第二次長州征伐総督を命じられると、これを断るよう建言したが、聞き入れられなかった。
明治元年（1868年）大原重徳を通じて朝廷に「風紀論」「租税篇」「貿易法」を献上したところ、12月重徳より上京を促され、木屋町柏亭に逗留し、本報寺で藩主に会見し、重徳にキリスト教について意見を述べ、長州藩士広沢兵介の招きで根楽上総邸で同藩主にも会見した。
明治2年（1869年）2月15日代官制が廃止され、湯浅道町に有田郡民政局が置かれると、孔雀之間席・有田郡民政副知局事に任命され、山下道心による農兵のプロシア式調練、郷学所の開校、養蚕業・製茶業の奨励等を手がけ、8月辞任した。

### 隠居
明治5年（1872年）9月教部省から招聘を受けるも、高齢を理由に断り、栖原の屋敷に隠居して詩作に興じた。1875年（明治8年）無禄士族に列した。
1879年（明治12年）5月栖原の屋敷等を番頭河内嘉兵衛に託して一家で東京に移住し、三条実美・岩倉具視に歓待を受けたが、国事には関わらなかった。同年12月23日三条実美に別邸対鴎荘に招かれた際、政治のことを聞かれると、「春前人は鶯花の色を競ふ。雪後誰か松柏の心を持せん。」と詠んで返答を断った。
家業は幕末の通貨問題による金価高騰、慶応以降外国糖の流入等で打撃を受け、1880年（明治13年）廃業した。
1881年（明治14年）1月16日浅草区須賀町の自宅で病没し、谷中天王寺墓地に葬られた。

## 死後
1917年（大正6年）11月17日正五位を追贈された。
地元では死後も「海荘さん」として慕われ、1930年（昭和5年）5月死没50周年を記念して栖原施無畏寺に海荘菊池翁碑が建立された。1940年（昭和15年）12月1日田栖川村栖原字家中820番地の旧宅址、同818番1号の撃剣道場址が和歌山県史跡に指定された。旧宅跡は昭和32年（1957年）指定解除された後も現存し、日頃奉祀していた鹿島祠や、石田冷雲と吉野山の南朝史跡を訪れ桜の苗木を移植したことを記した万延元年（1860年）建立の芳雲碑が残る。

## 著書

### 太政官への上書
- 明治元年（1868年）2月 「国政篇」[45]
- 明治元年（1868年）3月 「内政篇」[45]
- 明治元年（1868年）4月 「天主教論」[45]
- 明治元年（1868年）11月 「回復篇」[45]
- 明治2年（1869年）2月 「政教論」[45]

### 藩主への上書
- 嘉永3年（1850年）2月 「海防建議」[45]
- 慶応3年（1867年）12月 「献芹微誠」[45]
- 明治2年（1869年）1月 「国政要論」[45]

### 家老久野純固等への建白
- 嘉永6年（1853年） 「海備余言[46]」[29]。
- 安政2年（1855年） 「海曲虫語[47]」 - 海上戦力だけでなく陸戦力の重要性を説く[48]。
- 安政5年（1858年）6月 「七実芻言」 - 「守備本末」「沿海形勢」「時風流弊」「上下否塞」「民心教育」「非常処置」「農兵実験」の7項目を扱う[49]。『日本経済大典』第47巻収録。
- 文久3年（1863年）10月 「農兵私議」 - 天誅組の変での法福寺隊の活躍を受けて決まった津田出による農兵編成について、自身の経験を基に[50]、農兵の身分や恩賞について建言する[51]。

### 公卿大原重徳等への建白
- 安政6年（1859年） 「皇国形勢」[45]
- 文久2年（1862年） 「内政微言」[45]
- 明治元年（1868年）2月 「風紀論」[52]
- 明治元年（1868年）3月 「租税篇」[52]
- 明治元年（1868年）11月 「貿易法」[52]

### 郷民等への訓示
- 嘉永3年（1850年） 「遼豕迂議」[45]
- 文久2年（1862年）7月「農兵諭言」 - 士農工商を筋骨血肉に喩え、西洋の外圧という難病に一丸となって対処すべきことを説く[53]。
- 明治2年（1869年） 「四大礼略諭」[45]
- 明治2年（1869年） 「民政局諭言」[45]

### 雑著
- 天保7年（1836年）刊 「遺山先生詩鈔[54]」 - 元好問作[55]。
- 安政3年（1856年） 「久野邸演武記」[45]
- 文政3年（1863年） 「壁上諄言」[45]
- 元治元年（1864年） 「賤の小手巻」[45]
- 文久2年（1862年）刊 「虎狼痢神療書」[56]
- 慶応元年（1865年） 「病榻呻吟」[57]
- 慶応2年（1866年） 「永画茶話」[18]
- 明治元年（1868年） 「国病眼目論」[18]
- 明治元年（1868年）「蠱惑病の説」[18]
- 明治元年（1868年）「国病養生論」[18]
- 安政末年 – 明治初年　「風雲雑記」[18]
- 明治2年（1869年） – 明治14年（1881年） 「海荘手記」[18]
- 「天錫」[58]

### 詩集
- 文政12年（1829年）1月刊 「秀餐楼初集[59]」 - 文政11年（1828年）までの詩集[60]。
- 天保8年（1837年）6月刊 「渓琴山房詩[61]」 - 文政12年（1829年）から天保7年（1836年）までの詩集[62]。
- 嘉永2年（1849年）刊 「海荘集[63]」 - 天保8年（1837年）から弘化4年（1847年）までの詩集[62]。
- 「渓琴山人第四集」 - 嘉永元年（1848年）から嘉永3年（1850年）までの詩集。未刊。大阪府立図書館所蔵[62]。
- 嘉永3年（1850年）刊 「海荘珊瑚編」[64]
- 大正12年（1923年）刊 『渓琴遺稿』 - 菊池晩香編。
- 昭和5年（1930年）刊 『海荘遺稿』 - 貴志康親編。

## 漢詩
大窪詩仏と初めて対面した際、「折梅贈人」の題を与えられ、「笑贈江南花一枝。鉄精為骨玉為肌。」と詠み、才能を保証された。詩仏には当時流行していた宋詩を学んだものの、頼山陽に自集『秀餐楼集』を酷評されたため、仁科白谷の勧めで梁川星巌に師事し、遂に岐蘇山中での詩を頼山陽に絶賛されたという。
実際に詩集を見ると、初期には正硬で理屈的な宋詩の傾向が見られるものの、王維・陸游の詩を学んだ結果、文政9年（1826年）28歳頃から唐詩の平淡さが見られるようになり、37歳頃神韻派の境地に達している。弘化2年（1845年）47歳頃には李白・杜甫を模範として格調派を会得し、弘化4年（1847年）49歳頃以降、神韻派と格調派の折衷を完成させた。

南朝古木鎖寒霏　南朝の古木、寒霏に鎖（とざ）さる
六百春秋一夢非　六百の春秋、一夢非なり
幾度問天天不答　幾度か天に問へども、天は答へず
金剛山下暮雲帰　金剛山下、暮雲帰る
—「河内路上」 - 河内国金剛山麓に南朝方武将楠木正成の遺跡を訪れて詠んだ詩。

軽雨初晴微月浮　軽雨初めて晴れて、微月浮ぶ
西台寺畔緑蘋洲　西台寺畔、緑蘋の洲
春魚上鉤春潮緩　春魚鉤に上りて、春潮緩やかなり
好載阿嬌進細舟　好んで阿嬌を載せて、細舟を進む
—「浅浦詩」 - 湯浅海岸の風俗を詠んだ竹枝詞。

## 門人
- 柏岡恕堂[32]
- 由良義渓[32]
- 野田源五郎[70]

## 親族
天文21年（1552年）垣内武行が興した栖原垣内家の一族。本家第5代重信四男垣内恂斎（敦義）が新家を興し、天明2年（1782年）第8代垣内繁安が江戸新和泉町に河内屋孫左衛門店を開業した。
- 父：垣内淡斎（孝友） - 本家第9代垣内茗渓（忠質）弟[72]。
- 母：孝 – 有田郡滝川原村旧家、宮原次兵衛娘[74]。安永4年（1775年）生。剃髪して孝寿と号した。安政2年（1855年）11月6日死去し、施無畏寺に葬られた[75]。
  - 兄：垣内玄蔵（広敬） - 本家10代[76]。
  - 姉：鶴 - 垣内白沙（貞）妻[71]。
- 弟：垣内烱遠（惟聡） - 本家11代[76]。
- 正室：光[77]　- 富敦光娘[78]。
  - 長男：菊池観海[77]
  - 次男：菊池貞斎（孫三郎）  - 野田正吉に槍術、江戸で藤川某に剣術、大塚某に西洋砲術を学ぶも、嘉永6年（1853年）没[79]。
  - 娘 - 夭折[80]。
  - 養子：菊池靖斎[77]（武定） - 姪孫。夭折[80]。
- 側室：綾[77] – 近江国大津村役人八尾松右衛門娘[81]。道頓堀で宴会に呼んだ芸妓30人の中から見初め、200金で身請けした[82]。1874年（明治7年）11月10日64歳で没[83]。
  - 娘：保（やす）[5]
  - 養子：菊池菊崖（孫輔、武豊）
    - 孫：菊池晩香（三九郎、武定）